# Octavia Handworth
 (mai 2020).
Octavia Handworth (née Octavia Boas) (1887-1978) est une actrice américaine du cinéma muet et plus particulièrement de la vague scandinave.

## Biographie
En 1905, Octavia Boas épouse Harry Handworth (en) (1878 ou 1882-1916), un acteur, producteur et réalisateur à la tête de l'Excelsior Feature Film Company. Après la mort de Harry en 1916, elle se remariera avec l'acteur Gordon De Main(1886-1954). Sa carrière fut constituée en majorité d'apparitions dans des courts métrages pour les studios Pathé puis Lubin, mais elle joua également dans une douzaine de longs métrages.

## Filmographie partielle
- The Girl from Arizona (1910) (court-métrage)
- The Cowboy's Sweetheart and the Bandit (1910) (court-métrage, non-confirmé)
- The Motor Fiend (1910) (court-métrage)
- The Gambler's End (1910) (court-métrage)
- The Path Forbidden (1914)
- When Fate Leads Trump (1914)
- In the Shadow (1915)
- Too Much Bull (1915) (court-métrage)
- The Darkness Before Dawn (1915) (court-métrage)
- The Beast (1915) (court-métrage)
- The Great Ruby (1915)
- The Son (1915) (court-métrage)
- The Inevitable Penalty (1915) (court-métrage)
- Sweeter Than Revenge (1915) (court-métrage)
- The City of Failing Light (1916)
- The Greater Wrong (1916) (court-métrage)
- Puppets of Fate (1916) (court-métrage)
- Sowing the Wind (1916) (court-métrage)
- Persistency (1916) (court-métrage)
- The Weaker Strain (1916) (court-métrage)
- Trials of Souls (1916) (court-métrage)
- Expiation (1916) (court-métrage)
- The Lost Paradise (1916) (court-métrage)
- Race Suicide (1916)
- Footlights (1921)
- Love's Redemption (1921) - final film; not the Norma Talmadge film of like name[Quoi ?]